# アリストテレス (競走馬)
アリストテレス（欧字名:Aristoteles、2017年4月8日 - ）は、日本の競走馬。2021年のアメリカジョッキークラブカップの勝ち馬である。

## 戦績
- 特記事項なき場合、本節の出典はJBISサーチ[4]

### 2歳 - 3歳（2019年 - 2020年）
2019年9月28日、阪神競馬場での2歳新馬戦でデビューし、2着。2戦目で勝ち上がり、続く3戦、1勝クラス戦、若駒ステークス、すみれステークスと3連続2着を記録する。東上して東京優駿（日本ダービー）のトライアル競走であるプリンシパルステークスに出走も6着。春は未勝利に終わったが、夏の新潟競馬場での出雲崎特別、9月の中京競馬場の小牧特別と連勝。クラシック三冠最終戦の菊花賞には抽選を経て出走し、4番人気で迎えたレースでは無敗の三冠制覇が懸かるコントレイルと直線で競り合ったものの、クビ差の2着。菊花賞後は放牧に出された。

### 4歳（2021年）
4歳を迎えて、初戦のアメリカジョッキークラブカップでは6番手の競馬から直線で抜け出して押しきり、重賞初制覇を成し遂げた。続く阪神大賞典は7着に終わり、天皇賞（春）は好位から進めるも4着、宝塚記念は9着に終わった。その後は休養に入り、京都大賞典は一旦は先頭に立つもマカヒキにハナ差交わされ2着に敗れた。
次戦にジャパンカップを選択。ダービー馬4頭、外国馬3頭も参戦しフルゲート18頭揃うレースとなった。鞍上は本年の皐月賞や菊花賞、天皇賞 (秋) を勝利している横山武史に乗り替わった。キセキがスタートダッシュに失敗し、アリストテレスの鞍上横山武史はハナを主張した。途中キセキに捲られペースが上がったことに対応できず、「最後は脚色が鈍り」（横山武）、今回が引退レースとなった勝馬コントレイルから1.1秒離れた9着に敗れた。

### 5歳（2022年）
5月29日、5歳初戦として東京競馬場で行われたGII目黒記念に出走。5番人気に推されたが、17着に大敗した。4か月休養ののち、10月10日の京都大賞典では好位追走も直線で伸びあぐねて11着という結果に終わる。12月25日の第67回有馬記念では終始後方追走のまま見せ場なく14着に沈んだ。

### 6歳（2023年）
1月22日のアメリカジョッキークラブカップで始動し、レースでは後方から追い上げたが7着。この後、3月25日の日経賞では11着、5月28日の目黒記念では15着であった。上村洋行厩舎に転厩して、11月5日のアルゼンチン共和国杯に出走。2番手でレースを進めたが直線で失速して16着と惨敗する。

### 7歳（2024年）
3月3日の大阪城ステークス（L）では道中最後方追走から追い込んできたが6着。初のマイル戦となった4月21日のマイラーズカップではいいところなく15着に終わると、阪神競馬場スタンド改修工事の影響で京都競馬場での開催となった6月1日の鳴尾記念では中団追走も直線で伸びを欠き9着に敗れた。6月12日付けでJRAの競走馬登録を抹消され、現役を引退した。引退後は阪神競馬場で乗馬となる。

## 競走成績
以下の内容は、JBISサーチおよびnetkeiba.comの情報に基づく。
| 競走日     | 競馬場 | 競走名        | 格   | 距離（馬場）  | 頭 数 | 枠 番 | 馬 番 | オッズ （人気） | 着順 | タイム （上り3F） | 着差 | 騎手        | 斤量 [kg] | 1着馬（2着馬）         | 馬体重 [kg] |
| ---------- | ------ | ------------- | ---- | ------------- | ----- | ----- | ----- | --------------- | ---- | ----------------- | ---- | ----------- | --------- | ---------------------- | ----------- |
| 2019.09.28 | 阪神   | 2歳新馬       |      | 芝1800m（良） | 18    | 8     | 18    | 003.70（2人）   | 02着 | R1:48.0（34.4）   | -0.3 | 0C.ルメール | 54        | ヴィーズバーデン       | 466         |
| 0000.10.20 | 京都   | 2歳未勝利     |      | 芝1600m（稍） | 8     | 7     | 7     | 001.50（1人）   | 01着 | R1:35.7（35.6）   | -0.2 | 0C.ルメール | 55        | （ロードベイリーフ）   | 464         |
| 0000.12.28 | 阪神   | 2歳1勝クラス  | 1勝  | 芝1800m（良） | 11    | 5     | 5     | 007.20（5人）   | 02着 | R1:48.0（34.3）   | -0.2 | 0松山弘平   | 55        | クリスティ             | 468         |
| 2020.01.26 | 京都   | 若駒S         | L    | 芝2000m（良） | 6     | 1     | 1     | 006.40（4人）   | 02着 | R2:02.5（35.8）   | -0.0 | 0福永祐一   | 56        | ケヴィン               | 468         |
| 0000.03.01 | 阪神   | すみれS       | L    | 芝2200m（稍） | 5     | 1     | 1     | 003.20（2人）   | 02着 | R2:12.7（35.0）   | -0.0 | 0松山弘平   | 56        | レクセランス           | 462         |
| 0000.05.09 | 東京   | プリンシパルS | L    | 芝2000m（良） | 11    | 8     | 10    | 006.30（4人）   | 06着 | R2:00.9（34.4）   | -1.1 | 0福永祐一   | 56        | ビターエンダー         | 454         |
| 0000.08.02 | 新潟   | 出雲崎特別    | 1勝  | 芝2000m（良） | 15    | 5     | 8     | 002.30（1人）   | 01着 | R1:59.7（33.2）   | -0.4 | 0M.デムーロ | 54        | （アステロイドベルト） | 466         |
| 0000.09.20 | 中京   | 小牧特別      | 2勝  | 芝2200m（良） | 9     | 1     | 1     | 003.20（2人）   | 01着 | R2:11.9（34.6）   | -0.1 | 0M.デムーロ | 54        | （フライライクバード） | 466         |
| 0000.10.25 | 京都   | 菊花賞        | GI   | 芝3000m（良） | 18    | 5     | 9     | 023.00（4人）   | 02着 | R3:05.5（35.1）   | -0.0 | 0C.ルメール | 57        | コントレイル           | 474         |
| 2021.01.24 | 中山   | AJCC          | GII  | 芝2200m（不） | 17    | 5     | 9     | 002.40（1人）   | 01着 | R2:17.9（37.4）   | -0.1 | 0C.ルメール | 55        | （ヴェルトライゼンデ） | 478         |
| 0000.03.21 | 阪神   | 阪神大賞典    | GII  | 芝3000m（重） | 13    | 6     | 9     | 001.30（1人）   | 07着 | R3:09.5（38.8）   | -2.2 | 0C.ルメール | 56        | ディープボンド         | 480         |
| 0000.05.02 | 阪神   | 天皇賞（春）  | GI   | 芝3200m（良） | 17    | 1     | 2     | 003.40（2人）   | 04着 | R3:15.2（37.3）   | -0.5 | 0C.ルメール | 56        | ワールドプレミア       | 474         |
| 0000.06.27 | 阪神   | 宝塚記念      | GI   | 芝2200m（良） | 13    | 6     | 9     | 009.50（4人）   | 09着 | R2:12.4（35.7）   | -1.5 | 0武豊       | 58        | クロノジェネシス       | 470         |
| 0000.10.10 | 阪神   | 京都大賞典    | GII  | 芝2400m（良） | 14    | 6     | 9     | 003.60（1人）   | 02着 | R2:24.5（36.1）   | -0.0 | 0M.デムーロ | 57        | マカヒキ               | 472         |
| 0000.11.28 | 東京   | ジャパンC     | GI   | 芝2400m（良） | 18    | 5     | 9     | 020.50（4人）   | 09着 | R2:25.8（35.3）   | -1.1 | 0横山武史   | 57        | コントレイル           | 480         |
| 0000.12.26 | 中山   | 有馬記念      | GI   | 芝2500m（良） | 16    | 6     | 11    | 047.70（9人）   | 06着 | R2:33.0（36.4）   | -1.0 | 0武豊       | 57        | エフフォーリア         | 474         |
| 2022.05.29 | 東京   | 目黒記念      | GII  | 芝2500m（良） | 18    | 7     | 15    | 010.30（5人）   | 17着 | R2:33.2（34.7）   | -1.1 | 0武豊       | 57.5      | ボッケリーニ           | 488         |
| 0000.10.10 | 阪神   | 京都大賞典    | GII  | 芝2400m（稍） | 14    | 3     | 3     | 010.40（4人）   | 11着 | R2:25.6（34.9）   | -1.3 | 0鮫島克駿   | 56        | ヴェラアズール         | 478         |
| 0000.12.25 | 中山   | 有馬記念      | GI   | 芝2500m（良） | 16    | 2     | 4     | 085.0（10人）   | 14着 | R2:34.9（37.5）   | -2.5 | 0武豊       | 57        | イクイノックス         | 484         |
| 2023.01.22 | 中山   | AJCC          | GII  | 芝2200m（良） | 14    | 8     | 13    | 059.7（10人）   | 07着 | R2:14.4（35.2）   | -0.9 | 0横山和生   | 57        | ノースブリッジ         | 484         |
| 0000.03.25 | 中山   | 日経賞        | GII  | 芝2500m（不） | 12    | 6     | 7     | 063.30（9人）   | 11着 | R2:41.0（40.0）   | -4.2 | 0菅原明良   | 57        | タイトルホルダー       | 486         |
| 0000.05.28 | 東京   | 目黒記念      | GII  | 芝2500m（良） | 18    | 7     | 15    | 167.5（15人）   | 15着 | R2:32.4（34.1）   | -1.6 | 0戸崎圭太   | 58        | ヒートオンビート       | 490         |
| 0000.11.05 | 東京   | AR共和国杯    | GII  | 芝2500m（良） | 18    | 4     | 8     | 106.2（16人）   | 16着 | R2:31.2（36.3）   | -1.3 | 0内田博幸   | 57        | ゼッフィーロ           | 474         |
| 202403.03  | 阪神   | 大阪城S       | L    | 芝1800m（良） | 15    | 2     | 2     | 032.00（9人）   | 06着 | R1:45.8（34.1）   | -0.4 | 0横山典弘   | 57        | ステラヴェローチェ     | 496         |
| 0000.04.21 | 京都   | マイラーズC   | GII  | 芝1600m（稍） | 17    | 6     | 11    | 146.2（15人）   | 15着 | R1:34.6（36.0）   | -2.1 | 0古川吉洋   | 57        | ソウルラッシュ         | 490         |
| 0000.06.01 | 京都   | 鳴尾記念      | GIII | 芝2000m（良） | 13    | 5     | 8     | 063.40（9人）   | 09着 | R1:58.3（34.4）   | -1.1 | 0横山典弘   | 57        | ヨーホーレイク         | 482         |

## 血統表
| アリストテレスの血統              | アリストテレスの血統                                                                             | アリストテレスの血統                                                                             | （血統表の出典）                                                                                 | （血統表の出典）    |
| 父系                              | ロベルト系                                                                                       | ロベルト系                                                                                       | ロベルト系                                                                                       | [ § 2 ]             |
| 父 エピファネイア 2010 鹿毛       | 父の父*シンボリクリスエス 1999 黒鹿毛                                                            | Kris S.                                                                                          | Roberto                                                                                          | Roberto             |
| 父 エピファネイア 2010 鹿毛       | 父の父*シンボリクリスエス 1999 黒鹿毛                                                            | Kris S.                                                                                          | Sharp Queen                                                                                      |                     |
| 父 エピファネイア 2010 鹿毛       | 父の父*シンボリクリスエス 1999 黒鹿毛                                                            | Tee Key                                                                                          | Gold Meridian                                                                                    | Gold Meridian       |
| 父 エピファネイア 2010 鹿毛       | 父の父*シンボリクリスエス 1999 黒鹿毛                                                            | Tee Key                                                                                          | Tri Argo                                                                                         |                     |
| 父 エピファネイア 2010 鹿毛       | 父の母シーザリオ 2002 青毛                                                                       | スペシャルウィーク                                                                               | *サンデーサイレンス                                                                              | *サンデーサイレンス |
| 父 エピファネイア 2010 鹿毛       | 父の母シーザリオ 2002 青毛                                                                       | スペシャルウィーク                                                                               | キャンペンガール                                                                                 |                     |
| 父 エピファネイア 2010 鹿毛       | 父の母シーザリオ 2002 青毛                                                                       | *キロフプリミエール                                                                              | Sadler's Wells                                                                                   | Sadler's Wells      |
| 父 エピファネイア 2010 鹿毛       | 父の母シーザリオ 2002 青毛                                                                       | *キロフプリミエール                                                                              | Querida                                                                                          |                     |
| 母 ブルーダイアモンド 2011 黒鹿毛 | 母の父ディープインパクト 2002 鹿毛                                                               | *サンデーサイレンス                                                                              | Halo                                                                                             | Halo                |
| 母 ブルーダイアモンド 2011 黒鹿毛 | 母の父ディープインパクト 2002 鹿毛                                                               | *サンデーサイレンス                                                                              | Wishing well                                                                                     |                     |
| 母 ブルーダイアモンド 2011 黒鹿毛 | 母の父ディープインパクト 2002 鹿毛                                                               | *ウインドインハーヘア                                                                            | Alzao                                                                                            | Alzao               |
| 母 ブルーダイアモンド 2011 黒鹿毛 | 母の父ディープインパクト 2002 鹿毛                                                               | *ウインドインハーヘア                                                                            | Burghclere                                                                                       |                     |
| 母 ブルーダイアモンド 2011 黒鹿毛 | 母の母グレースアドマイヤ 1994 鹿毛                                                               | *トニービン                                                                                      | *カンパラ                                                                                        | *カンパラ           |
| 母 ブルーダイアモンド 2011 黒鹿毛 | 母の母グレースアドマイヤ 1994 鹿毛                                                               | *トニービン                                                                                      | Severn Bridge                                                                                    |                     |
| 母 ブルーダイアモンド 2011 黒鹿毛 | 母の母グレースアドマイヤ 1994 鹿毛                                                               | *バレークイーン                                                                                  | Sadler's Wells                                                                                   | Sadler's Wells      |
| 母 ブルーダイアモンド 2011 黒鹿毛 | 母の母グレースアドマイヤ 1994 鹿毛                                                               | *バレークイーン                                                                                  | Sun Princess                                                                                     |                     |
| 母系(F-No.)                       | バレークイーン(IRE)系(FN:1-l)                                                                    | バレークイーン(IRE)系(FN:1-l)                                                                    | バレークイーン(IRE)系(FN:1-l)                                                                    | [ § 3 ]             |
| 5代内の近親交配                   | サンデーサイレンス 4 × 3 = 18.75%、Hail to Reason 5 × 5 = 6.25％、Sadler's Wells 4 × 4 = 12.50％ | サンデーサイレンス 4 × 3 = 18.75%、Hail to Reason 5 × 5 = 6.25％、Sadler's Wells 4 × 4 = 12.50％ | サンデーサイレンス 4 × 3 = 18.75%、Hail to Reason 5 × 5 = 6.25％、Sadler's Wells 4 × 4 = 12.50％ | [ § 4 ]             |
| 出典                              | 1. 2. 3. 4.                                                                                      | 1. 2. 3. 4.                                                                                      | 1. 2. 3. 4.                                                                                      | 1. 2. 3. 4.         |

- 伯父にリンカーン（阪神大賞典、京都大賞典、日経賞）、ヴィクトリー（皐月賞）
- 従兄弟アドミラブル（青葉賞）[20]。